# ジアジン
ジアジン (diazine) とは、ベンゼンの炭素 (C-H) が2つ窒素 (N) に置換した6員環構造を持つ複素環式化合物のこと。

## 概要
分子式は C4H4N2 である。窒素の位置により3種類の異性体（ピラジン、ピリミジン、ピリダジン）が存在する。

## 異性体

ピラジン（1,4-ジアジン）
ピリミジン（1,3-ジアジン）
ピリダジン（1,2-ジアジン）

## 関連人物
- 林英作